# Ghiacciaio Staircase
Il ghiacciaio Staircase è un ghiacciaio vallivo lungo circa 15 km situato sulla costa di Borchgrevink, nella regione nord-occidentale della Dipendenza di Ross, in Antartide. In particolare, il ghiacciaio, il cui punto più alto si trova a circa 2000 m s.l.m., ha origine nella parte centrale dell'estremità sud-orientale dei monti dell'Ammiragliato e da qui fluisce verso sud-ovest, scorrendo tra il monte Francis, a nord-ovest, e il monte Titus, a sud-est, fino a unire il proprio flusso a quello del ghiacciaio Tucker.

## Storia
Il ghiacciaio Staircase è stato mappato per la prima volta dallo United States Geological Survey grazie a fotografie scattate dalla marina militare statunitense (USN) durante ricognizioni aeree e terrestri effettuate nel periodo 1960-63, e così battezzato da membri della spedizione neozelandese di ricognizione geologica in Antartide svolta nel 1957-58, per la sua prossimità al punto di recupero "Staircase" (in inglese: "scala"), a sua volta così chiamato perché, per arrivare fino ad esso, era stato necessario intagliare nel ghiaccio una lunga serie di scalini.